# Billie Holiday
Billie Holiday (n. 7 aprilie 1915, Philadelphia – d. 17 iulie 1959), cunoscută și sub numele de Lady Day, a fost  dintre cele mai mari nume  ale jazzului, alături de Sarah Vaughan și Ella Fitzgerald.

## Biografia
Pe când avea 3 ani, părinții ei divorțează, rămânând în grija mamei și a rudelor. La începutul anilor '30 se mută la New York și se va prostitua alături de mama sa. Stabilită în cartierul Harlem, Holiday începe să cânte în diverse cluburi. 
În jurul anului 1932 a fost “descoperită” de către John Hammond la un club ce se numea Monette’s. Primul cântec înregistrat apare un an mai târziu – în 1933 - "My Mother's Son-In-Law". În această perioadă are primele succese ca dansatoare. Pe 23 noiembrie cântă la teatrul Apollo – după care primește critici favorabile. Mai târziu va lucra cu alte legende ale jazz-ului - Lester Young, Count Basie, sau Artie Shaw – fiind una din interpretele de culoare ce colaborează cu muzicieni albi. Cu toate acestea – încă era nevoită să intre prin ușa din spate în fața spectatorilor. În jurul anilor '40 devine dependentă de heroină – ea recunoscând că fumează marijuana încă de la 13 ani. Consumul de droguri i-a afectat și vocea – și au făcut ca înregistrările să nu mai fie așa pline de viață – ca la început – ci mai pesimiste. 
Impactul ei asupra altor artiști nu poate să nu fie luat în considerație. Chiar și după ce a murit, Billie Holiday a influențat cântărețe ca Janis Joplin sau Nina Simone. În anul 1972 Diana Ross a interpretat-o în filmul Lady Sings the Blue, realizat după autobiografia ei. În 1987 cei de la U2 lansează piesa “Angel of Harlem”, un tribut adus celei care a fost Billie Holliday. Viața ei personală era la fel de tumultuoasă cum spunea și în cântece. În 1947 petrece 8 luni în spatele gratiilor pentru că deținea heroină. Cu toate că a fost foarte celebră și a plecat în multe turnee prin Europa și în toată lumea, după moarte averea ei era de 750 de dolari. Pe 17 iulie 1959, din cauza cirozei, se stinge din viață. Billie Holliday avea doar 44 de ani.

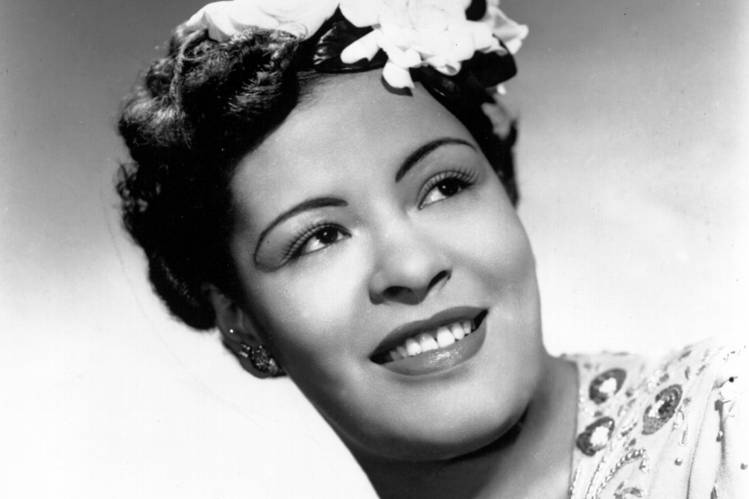
Billie Holiday în 1943
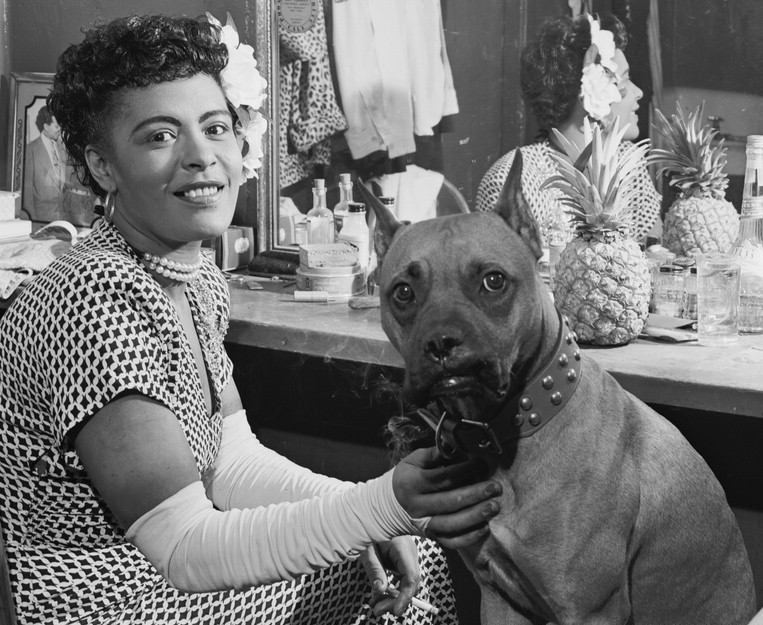
Billie Holiday și câinele său, 1946

## Cântece compuse de Holiday
- "Billie's Blues" (1936)
- "Don't Explain" (1944)
- "Everything Happens For The Best" (1939)
- "Fine and Mellow" (1939)
- "God Bless the Child" (1941)
- "Lady Sings the Blues" (1956)
- "Long Gone Blues" (1939)
- " Now or Never"(1949)
- "Our Love Is Different" (1939)
- "Stormy Blues" (1954)